# Башерден Бейсенулы
Башерден Бейсенулы (каз. Бәшерден Бейсенұлы, 1866 — 23.2.1923) — один из предводителей Среднеазиатского восстания 1916 года в Баянаульском районе.
Возглавил отряд, изначально состоявший из 40 человек.Главные силы бунтовщиков расположились в урочище Алгабас. В современном Казахстане его личность продолжает привлекать внимание историков. Поэт и музыкант Жаяу-Муса, посвятил несколько строчек Башердену в своем произведении «Қаулауда»:
Жазы жау,бұл Далбаның қыстары жұт,
Еліңді ұры басынып,шіркін-ай кетті ғой...
Наурызбай екінші атың сен Бәшерден,
Туыпсың зорлықшыл боп,шіркін-ай сағым желден.
Әртұрлі қой қылықты қанағат етпей,
Тып-типыл,қос молданы шіркін-ай қылдың неден...
Личность Башердена изображена в романе писателя Зейтина Акишевича «Акбельский перевал», в повести Сабыра Шарипова «Восстание Алабаса». Дармен в романе Жусупбека Аймаутова «Карткожа» является прообразом Башердена.
Сохранились сведения Машхур-Жусуп Копеева,что бывший уездный жандарм Терентиеп(Терентьев),убедил члена Ревкома послать солдат, для расправы над Башерденом